# Saison 1980 de l'ATP

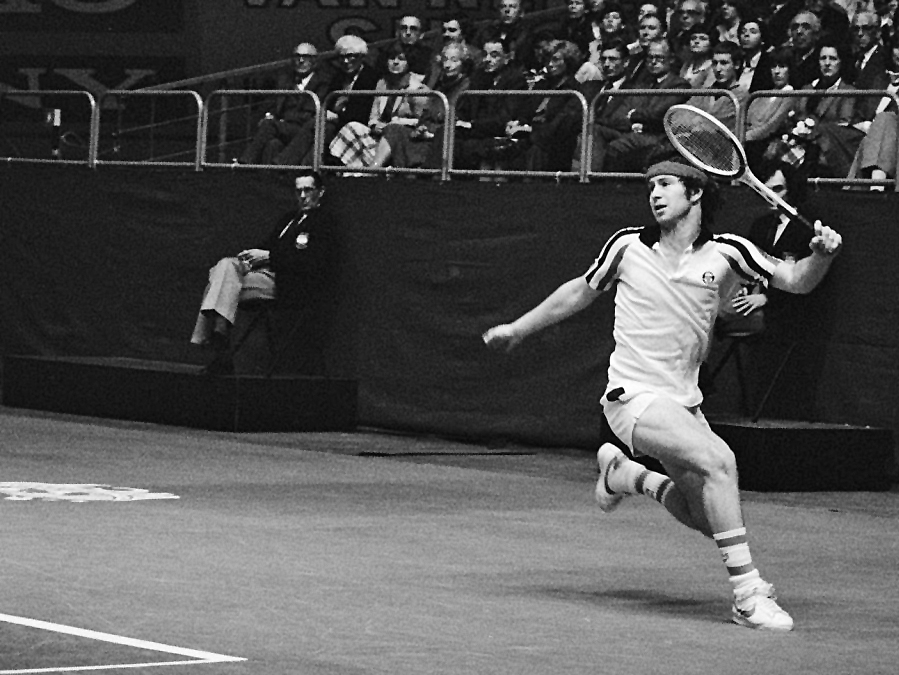
John McEnroe, vainqueur de l'US Open 1980 et 2e au classement final de l'ATP 1980.

Résultats des principaux tournois de tennis organisés par l'ATP en 1980. 

## Résultats
| Date  | Tournoi         | Tournoi | Dotation  | Surface     | Vainqueur     | Vainqueur | Finaliste        | Finaliste | Score                   | Tableau |
| ----- | --------------- | ------- | --------- | ----------- | ------------- | --------- | ---------------- | --------- | ----------------------- | ------- |
| 26/05 | Roland-Garros   |         | $ 400 000 | Terre       | Björn Borg    |           | Vitas Gerulaitis |           | 6-4, 6-1, 6-2           | Tableau |
| 23/06 | Wimbledon       |         | $ 300 000 | Herbe       | Björn Borg    |           | John McEnroe     |           | 1-6, 7-5, 6-3, 6-7, 8-6 | Tableau |
| 25/08 | US Open         |         | $ 300 000 | Dur         | John McEnroe  |           | Björn Borg       |           | 7-6, 6-1, 6-7, 5-7, 6-4 | Tableau |
| 22/12 | Australian Open |         | $ 350 000 | Herbe       | Brian Teacher |           | Kim Warwick      |           | 7-5, 7-6, 6-2           | Tableau |
| 12/01 | Masters         |         | $ 400 000 | Synthétique | Björn Borg    |           | Ivan Lendl       |           | 6-4, 6-2, 6-2           | Tableau |

## Classement final ATP 1980
| N° | Joueur           | Pays | Evolution     |
| -- | ---------------- | ---- | ------------- |
| 1  | Björn Borg       |      | en stagnation |
| 2  | John McEnroe     |      | +1            |
| 3  | Jimmy Connors    |      | −1            |
| 4  | Gene Mayer       |      | +8            |
| 5  | Guillermo Vilas  |      | +1            |
| 6  | Ivan Lendl       |      | +14           |
| 7  | Harold Solomon   |      | +1            |
| 8  | José Luis Clerc  |      | +8            |
| 9  | Vitas Gerulaitis |      | −5            |
| 10 | Eliot Teltscher  |      | +17           |
| 11 | Brian Gottfried  |      | +17           |
| 12 | Brian Teacher    |      | +49           |
| 13 | Eddie Dibbs      |      | −3            |
| 14 | Roscoe Tanner    |      | −9            |
| 15 | Wojtek Fibak     |      | en stagnation |
| 16 | John Sadri       |      | +14           |
| 17 | Victor Amaya     |      | +6            |
| 18 | Johan Kriek      |      | +17           |
| 19 | Balázs Taróczy   |      | +26           |
| 20 | Vijay Amritraj   |      | +14           |